# (11536) 1992 FZ
1992 أف زد (ويعرف أيضًا باسم (11536) 1992 أف زد وفق تسمية الكوكب الصغير) (بالإنجليزية: 1992 FZ)‏ هو كويكب ضمن حزام الكويكبات؛ وترتيبه 11536 من حيث الاكتشاف.
اكتُشف هذا الجُرم الفلكي بواسطة هيروشي كانيدا في 26 مارس 1992.

## وصلات خارجية
- (11536) 1992 FZ في قاعدة بيانات مختبر الدفع النفاث لأجرام النظام الشمسي الصغيرة

- الاكتشاف · مخطط المدار ·  العناصر المدارية · المعلمات المادية

- (11536) 1992 FZ على موقع ويكي سكاي: DSS2, SDSS, GALEX, IRAS, Hydrogen α, X-Ray, Astrophoto, Sky Map, Articles and images